# Anne-Marie Rindom
Anne-Marie Rindom (* 14. Juni 1991 in Søllerød Kommune) ist eine dänische Seglerin.

## Erfolge
Anne-Marie Rindom, die in der Bootsklasse Laser Radial startet, nahm an vier Olympischen Spielen teil. 2012 belegte sie in London mit 130 Punkten den 13. Platz. Bei den Olympischen Spielen 2016 in Rio de Janeiro beendete sie die Regatta mit 71 Punkten hinter Marit Bouwmeester und Annalise Murphy auf dem dritten Rang, womit sie die Bronzemedaille gewann. Bei den mit einem Jahr Verspätung ausgetragenen Olympischen Spielen 2020 in Tokio gewann sie mit 78 Punkten die Goldmedaille vor Josefin Olsson und Marit Bouwmeester. Bei den Olympischen Spielen 2024 in Paris gelang ihr der Gewinn der Silbermedaille. Mit 61 Punkten wurde sie hinter der mit 38 Punkten siegreichen Marit Bouwmeester und vor der mit 75 Punkten drittplatzierten Norwegerin Line Flem Høst Zweite.
Bei Weltmeisterschaften sicherte sie sich in der Bootsklasse Europe zunächst 2008 die Silbermedaille, ehe sie im Jahr darauf in dieser Weltmeisterin wurde. In der Bootsklasse Laser Radial gewann sie 2015 in Mussanah, 2019 in Sakaiminato und 2024 in Buenos Aires den Titel, dazwischen wurde sie dreimal Dritte. Sie gewann 2019 darüber hinaus den Titel bei den Europameisterschaften.

## Ehrungen
- 2019 zeichnete der Weltverband World Sailing Rindom als Weltseglerin des Jahres aus.